# Patricia Clarksonová
Patricia Clarksonová, v nepřechýlené podobě Patricia Davies Clarkson (* 29. prosince 1959 New Orleans, Louisiana) je americká filmová, televizní a divadelní herečka, která byla v roce 2004 nominovaná na cenu Oscara, za film Pieces of April (2003). V roce 2019 byla oceněná na Mezinárodním filmovém festivalu v Karlových Varech, kdy získala Křišťálový globus za vynikající umělecký přínos světovému filmu.

## Životopis
Patricia Clarksonová se narodila ve městě New Orleans ve státě Louisiana dne 29. prosince 1959 jako nejmladší z pěti dětí. Po nástupu na Louisianskou státní univerzitu studovala 2 roky rétoriku, ale nemohla přehlédnout lásku k herectví, tak přestoupila na Fordhamskou univerzitu do New Yorku, kde ukončila divadelní herectví s nejvyšším vyznamenáním (summa cum laude). Později šla studovat drama na Yaleovu univerzitu.

## Kariéra
Mezi její první filmy patří film The Untouchables, kde se objevila jako manželka Kevina Costnera. Působila také v divadelních představeních, například na Broadwayi. Clarksonová uvedla, že v tomto období byla ve finanční nouzi a splácela studentské půjčky. V roce 1989 se vrátila na Broadway, kde vykreslila investiční poradkyni na Wall Street.
V roce 1999 se Clarksonová objevila ve vedlejší roli nemocné manželky ředitele věznice, ve filmu The Green Mile. Za svůj herecký výkon byla nominována na Cenu Screen Actors Guild Award za nejlepší herecký výkon ve vedlejší roli. Ve stejném roce měla menší roli v romantické komedii Simply Irresistible.
Jak osamělá matka se představila v dramatu The Safety of Objects, kde hrála po boku herečky Glenn Close. S hercem Jackem Nicholsonem si zahrála v thrilleru The Pledge z roku 2001.
V roce 2002 měla jednu z vedlejších postav ve filmu Far from Heaven (Daleko do nebe) kde se objevila po boku hereček Julianne Moore a Violy Davis. Ve stejném roce přijala roli v remaku filmu Carrie, kde její postava byla přísná, nábožensky založená matka, která ubližuje psychicky své dceři, kterou ve filmu ztvárnila herečka Angela Bettis.
V roce 2003 se objevila s Katie Holmes, v dramatu Pieces of April, kde hrála matku umírající na rakovinu, která přijde navštívit svou „odcizenou“ dceru, kterou ztvárnila Holmesová. Tento film přinesl Clarksonové dosud nejvyšší hereckou poctu. Získala nominaci na Oscara, Zlatý glóbus a odnesla si ocenění Florida Film Critics Circle Awards. Za film The Station Agent, získala zvláštní cenu poroty za herecký výkon na filmovém festivalu v Sundance.
V roce 2004 si zahrála po boku Kurta Russella v dramatu Miracle. Objevila se také v menší roli ve filmu Good Night, and Good Luck, kde hrála manželku Roberta Downeye Jr.
V roce 2006 byl uveden horror The Woods, který se natáčel již v roce 2003. Clarksonová ztvárnila ředitelku dívčí internátní školy. Ve stejném roce společně s hereckým obsazením jako Jude Law, Kate Winslet, Sean Penn, Anthony Hopkins a Mark Ruffalo hrála ve filmu All the King 's Men, který se natáčel v jejím rodném New Orleansu.
V roce 2008 se objevila po boku mladé herečky Elle Fanning ve filmu Phoebe in Wonderland. O rok později (2010), hrála ve filmu Shutter Island roli ženy, která utekla z psychiatrické léčebny, která byla původem lékařka. Ve filmu hrála po boku Leonarda DiCapria. V následujícím roce se objevila v romantickém dramatu One Day.
V roce 2014 se Clarksonová vrátila na Broadway, kde po boku herce Bradleyho Coopera hrála v divadelní inscenací The Elephant Man, za kterou získala nominaci na cenu Tony. Ve stejném roce si po boku Bena Kingsleyho zahrála ve filmu Learning to Drive.
Na filmová plátna se dostala i v roce 2017 v černobílém filmu The Party. Ve filmu se objevila po boku herců jako Emily Mortimer, Kristin Scott Thomas či Cillian Murphy. Za její herecký výkon ve filmu si Clarksonová odnesla ocenění British Independent Film Awards. S herečkou Emily Mortimerovou si zahrála znovu také ve filmu The Bookshop. Film se natáčel také v Německu a Španělsku. V Česku byl film poprvé uveden na Mezinárodním filmovém festivalu v Karlových Varech v roce 2019 pod názvem Florencino knihkupectví.
V letech 2017 a 2018 se objevila v jedenácti částech seriálu House of Cards. Hrála také v sci-fi thrilleru Maze Runner: The Death Cure z roku 2018. Ve stejném roce hrála i v dramatu Jonathan, též v psychologickém hororu Delirium a přijala také roli matky v seriálu Sharp Objects. Za svůj herecký výkon v seriálu získala Zlatý glóbus za nejlepší herečku ve vedlejší roli.

## Osobní život
Clarksonová bydlí v New Yorku. Nikdy se nevdala a nemá děti. V rozhovoru v roce 2016 řekla: „Nikdy jsem se nechtěla vdávat, nikdy jsem nechtěla děti – narodila jsem se bez tohoto genu.“ Tři ze čtyř sester Clarksonové mají děti, ke kterým má Clarksonová velmi blízko. Od září 2019 má přítele herce Darwina Shawa.